# Giacomo Olzer
Giacomo Olzer, né le 14 avril 2001 à Rovereto en Italie, est un footballeur italien, qui évolue au poste de milieu offensif au Delfino Pescara.

## Biographie

### En club
Né à Rovereto en Italie, Giacomo Olzer est formé par le Chievo Vérone et l'US Mori Santo Stefano avant de rejoindre l'AC Milan en 2018, où il poursuit sa formation. 
C'est avec ce club qu'il fait ses débuts en professionnel, jouant son premier match lors d'une rencontre de coupe d'Italie le 12 janvier 2021, face au Torino FC. Il entre en jeu à la place de Brahim Díaz et son équipe s'impose après une séance de tirs au but,.
Le 9 juillet 2021, Giacomo Olzer quitte définitivement l'AC Milan afin de s'engager en faveur du Brescia Calcio pour un contrat courant jusqu'en juin 2024.
Olzer inscrit son premier but en professionnel le 1er octobre 2022, lors d'une rencontre de championnat face au SSC Bari. Entré en jeu, il ne peut empêcher la défaite de son équipe par six buts à un.

### En sélection
Giacomo Olzer ne joue qu'un match avec l'équipe d'Italie des moins de 18 ans, le 9 août 2018 contre la Slovénie. Titularisé, il délivre une passe décisive pour Simone Rabbi (en) mais son équipe s'incline par deux buts à un.